# 非洲阔嘴鸟属
非洲阔嘴鸟属（学名：Smithornis），是阔嘴鸟科的一属。属下共有3种鸟类。
属下物种有：
- 非洲阔嘴鸟
- 灰头阔嘴鸟
- 棕胁阔嘴鸟